# Sparkassen Giro Bochum 2010
Lo Sparkassen Giro Bochum 2010, tredicesima edizione della corsa, valido come evento dell'UCI Europe Tour 2010 categoria 1.1, si svolse l'8 agosto 2010 su un percorso di 180 km. Fu vinto dall'olandese Niki Terpstra, che terminò la gara in 3h 50' 46" alla media di 46,8 km/h.
Al traguardo 40 ciclisti portarono a termine il percorso.

## Ordine d'arrivo (Top 10)
| Pos. | Corridore         | Squadra         | Tempo    |
| ---- | ----------------- | --------------- | -------- |
| 1    | Niki Terpstra     | Team Milram     | 3h50'46" |
| 2    | Guillaume Boivin  | SpiderTech      | a 10"    |
| 3    | André Greipel     | HTC-Columbia    | s.t.     |
| 4    | Eric Baumann      | Team NetApp     | s.t.     |
| 5    | Steven Caethoven  | Landbouwkrediet | s.t.     |
| 6    | Vojtěch Hačecký   | Atlas Personal  | s.t.     |
| 7    | David Hesselbarth | Heizomat        | s.t.     |
| 8    | Robert Retschke   | Differdange     | a 15"    |
| 9    | David Boily       | SpiderTech      | a 1'00"  |
| 10   | Geert Verheyen    | Landbouwkrediet | s.t.     |